# Соколов, Николай Васильевич (лауреат Сталинской премии)
Николай Васильевич Соколов (21 мая 1918 года — 29 января 1994 года) — инженер-электрохимик. Кандидат технических наук (1958), профессор. Лауреат Сталинской премии (1952).

## Биография
Родился 21 мая 1918 года в дер. Городок Тверской губернии.
В 1941 году окончил Уральский индустриальный институт.
По окончании института, с 1941 по 1972 годы, работал на Белорецком металлургическом комбинате: мастером технологом, заместителем начальника цеха покрытий, заместителем начальника, начальником ЦЗЛ, главным инженером.
С 1958 по 1959 г. работал в Китае.
С 1972 по 1986 год профессор Магнитогорского горно-металлургического института.
Разработал и внедрил способы изготовления оцинкованной проволоки, микропроволоки, нерасслаивающейся пружинной проволоки, высокопрочной проволоки, проволоки звукоснимателя, высокопрочных канатов специального назначения и т. д., для чего на Белорецком металлургическом комбинате были созданы лаборатории прецизионных сплавов, физических методов исследования, очистки промышленных вод, защиты от коррозии, часовых пружин и др.

## Труды
Соколов Николай Васильевич — автор 150 печатных работ, включая 3 монографий, имеет 30 авторских свидетельств на изобретения.
Патент: Способ изготовления проволоки 30.08.1974 г.

## Награды и звания
- Сталинская премия (1952)
- Ордена Трудового Красного Знамени, «Знак Почёта», медали.